# ذنون الطائي
ذنون يونس الطائي (1959م) هو مؤرخ وأكاديمي عراقي، يعمل في مركز دراسات الموصل التابع لجامعة الموصل.

## سيرته
ولد ذنون الطائي في الموصل عام 1959، وهو من أسرة علم ودين وعاصر كتاتيب الموصل ودخل فيها أبان مرحلة الطفولة وقد تلقى تعليمه الأولي في الموصل، وشغف بالقراءة ومتابعة الصحف ونشر المقالات الصحفية. ونشر مقالته الأولى عام 1980 في مجلة الوطن العربي، ونشر في مجلة كل العرب الصادرة في باريس. ويعد من مؤسسي مركز دراسات الموصل (سابقاً مركز وثائق الموصل) وأول من تعين فيه سنة 1992. حاصل على دكتوراه فلسفة في التاريخ الحديث والمعاصر من كلية الآداب في جامعة الموصل عام 1998، وهو أستاذ التاريخ الحديث والمعاصر في الجامعة نفسها.

## مناصب وعضوية
- يشغل منصب مدير مركز دراسات الموصل ورئيس مجلس الإدارة.
- رئيس تحرير مجلة دراسات موصلية
- رئيس هيئة تحرير مجلة موصليات
- رئيس هيئة تحرير نشرة اضاءات موصلية منذ العدد الأول
- رئيس هيئة تحرير قراءات موصلية منذ العدد الأول.
- رئيس اللجنة العلمية في مركز دراسات الموصل
- عضو هيئة تحرير مجلة آثار الرافدين.
- عضو الهيئة الاستشارية لموسوعة الموصل الآثارية.
- عضو جمعية الآثاريين والمؤرخين العراقيين.
- عضو اتحاد المؤرخين العرب.
- عضو اتحاد الآثاريين العرب.
- عضو الهيئة الاستشارية لبيت الموصل الثقافي.
- عضو الهيئة الاستشارية لمركز الحسو للدراسات الكمية والتراثية الإلكتروني (بريطانيا).
- عضو الهيئة الاستشارية لمجلة دراسات إقليمية 2011-2012.
- أوفد إلى بريطانيا بزمالة بحثية في جامعة كامبردج 2006.

### جوائز وتكريمات
- حاصل على شهادة دورة (القيادة والإدارة الجامعية استراتيجياً) من الأكاديمية البريطانية للموارد البشرية HRDA بالتعاون مع شركة جواهر العقل المقامة شرم الشيخ 2018.
- كرم بوسام المؤرخ العربي من قبل الأمانة العامة لاتحاد المؤرخين العرب.

## مؤلفاته
من مؤلفاته:
1. رواد النهضة الفكرية في الموصل، ط1، 2001 وط2، 2009.
2. الموصل في الرسائل والأطاريح الجامعية (بالاشتراك). 2006.
3. الموصل في الدوريات العراقية (بالاشتراك). 2006.
4. في الوطنية الموصلية، 2008.
5. من دعاة اليقظة الإسلامية في الموصل، 2008.
6. الأوضاع الإدارية في الموصل خلال العهد الملكي، 2008.
7. الاتجاهات الإصلاحية في الموصل في أواخر العهد العثماني حتى تأسيس الحكم الوطني، 2009.
8. مدارس الموصل ومعلموها -نماذج منتخبة، 2011.
9. أبحاث في تأريخ الموصل الحديث 2010.
10. التحفة اللامعة من مؤرخي الجامعة 2011.[2][3]
11. مهن وحرف موصلية قديمة 2014.